# 西安交通大学人居环境与建筑工程学院
西安交通大学人居环境与建筑工程学院，简称人居学院，是中國西安交通大学的一个学院，其历史可上溯至交通大学早期的土木工程系。1994年学校恢复建筑工程与力学学院建制。

## 历史沿革
- 1952年：全国院系调整，交通大学土建类专业被调入同济大学及河海大学等高校。
- 1984年：学校恢复重建工业与民用建筑专业，隶属于建筑与结构工程系。
- 1994年：学校恢复建筑工程与力学学院建制。
- 2005年：学校将原有的建筑学、土木、环境等相关院系组建人居环境与建筑工程学院。[2]

## 系所设置
- 建筑学系
- 土木工程系
- 建筑环境与设备工程系
- 环境与科学技术系
- 环境科学与工程中心

### 研究机构
- 全球变化研究院
- 西安质谱加速器中心
- 康桥建筑与规划设计研究院
- 人居学院实验中心
- 建筑节能中心
- 城市气候与人居环境中心[3]